# Matthias Kučka
Matthias Kučka († 1474) war gewählter Bischof von Leitomischl.
Matthias wurde nach dem Tod des Bischofs Albrecht von Březí 1443 vom Leitomischler Domkapitel in Zwittau, wohin es 1425 vor den Hussiten geflohen war, zum Bischof von Leitomischl gewählt, obwohl das Bistum mit der Flucht faktisch aufgehört hatte zu existieren. Deshalb behielt Matthias auch seinen Posten als Pfarrer von Brüx. Aus seiner Amtszeit ist nur 1443 eine Altarweihe bekannt. Todes- und Bestattungsort sind nicht bekannt.